# جمشید بالتابائف
جمشید بولتابوئف (انگلیسی: Jamshid Boltaboev؛ زادهٔ ۳ اکتبر ۱۹۹۶) بازیکن فوتبال اهل ازبکستان است.
از باشگاه‌هایی که در آن بازی کرده‌است می‌توان به باشگاه فوتبال سغدیانا جیزک و باشگاه فوتبال پخته‌کار تاشکند اشاره کرد.
وی همچنین در تیم‌های ملی فوتبال زیر ۱۷ سال، زیر ۱۹ سال، زیر ۲۳ سال و بزرگسالان ازبکستان بازی کرده‌است.